# Atrichum flavisetum
Atrichum flavisetum là một loài Rêu trong họ Polytrichaceae. Loài này được Mitt. mô tả khoa học đầu tiên năm 1859.